# Sean Taylor

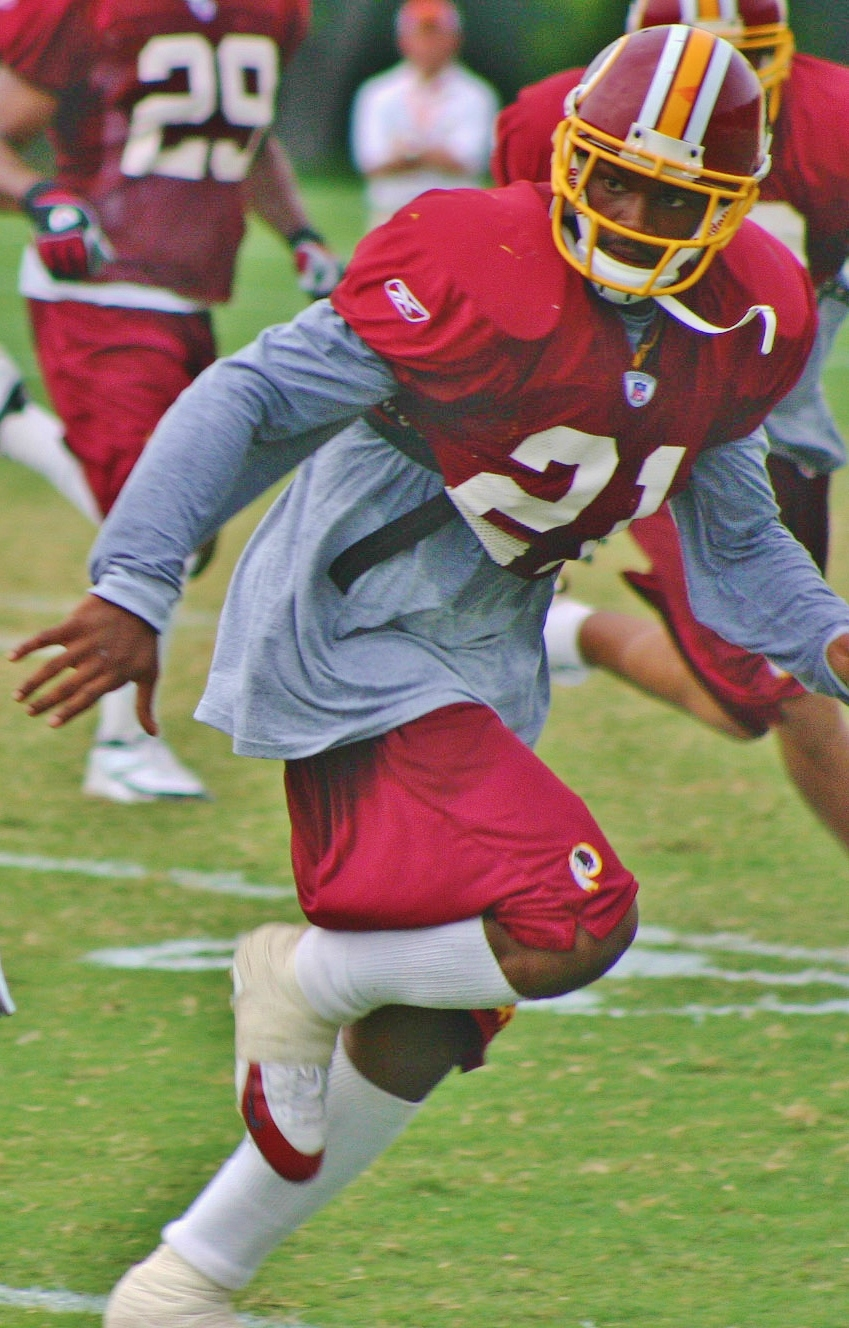
Sean Taylor (2005)

Sean Taylor, född 1 april 1983 i Miami, Florida, död 27 november 2007 i Miami, Florida, var en amerikansk utövare av amerikansk fotboll. Han spelade för Washington Redskins i National Football League.
Den 26 november 2007 sköts Taylor av en inkräktare i sitt hem i Palmetto Bay i Florida. Den sårade Taylor flögs till Miami där han opererades. Han hade förlorat stora mängder blod och befann sig i koma. Taylor avled dagen därpå.